# أيمن سبعاوي إبراهيم
أيمن سبعاوي إبراهيم حسن ( مواليد 21 أكتوبر 1971)  هو ابن أخ صدام حسين غير الشقيق ، ويُشتبه بـ انتمائه لجماعات مسلحة . والد أيمن هو سبعاوي إبراهيم التكريتي ، الأخ غير الشقيق لصدام . يُشتبه في مساعدة أيمن للتمرد العراقي بعد غزو العراق عام 2003 من قِبل التحالف الذي تقوده الولايات المتحدة . أُلقي القبض عليه في أوائل مايو 2005 خلال غارة شمال تكريت .
بينما كان يقضي عقوبة بالسجن مدى الحياة في أحد سجون شمال العراق ، تمكن أيمن من الهروب بمساعدة ضابط شرطة في 9 ديسمبر 2006 .  

## روابط خارجية
- أيمن السبعاوي، ابن شقيق صدام، يهرب من السجن في العراق
- اعتقال رئيس السجن بعد هروب ابن شقيق صدام
- ابن شقيق صدام يهرب من السجن